# ماخاداهوندا
ماخاداهوندا (بالإسبانية: Majadahonda) هي بلدية ومدينة في منطقة الحكم الذاتي وتقع في منطقة مدريد في وسط إسبانيا. تبلغ مساحة هذه المدينة 38.48 (كم²)، ويبلغ عدد سكانها 69439 نسمة حسب إحصاء سنة 2010 م.

## توأمة
لماخاداهوندا اتفاقيات توأمة مع:
- كلامار

## وصلات خارجية
- الموقع الرسمي